# Кампече
Вижте пояснителната страница за други значения на Кампече.
Кампече (на испански: Campeche) е залив в южната част на големия Мексикански залив край бреговете на Мексико, на запад от полуостров Юкатан. Вдава се в сушата около 460 km, ширина на входа около 660 km. В източната му част се намира плитчината (банка) Кампече с дълбочива до 34 m, а на север в откритата му част – до 3286 m. Приливите са предимно денонощни с амплитуда от 0,6 до 1,2 m. По крайбрежието му са разположени градовете Веракрус, Коацакоалкос и Кампече.
Заливът Кампече е открит и наименуван през 1517 г. от испанския конкистадор Франсиско Кордова, който пръв открива и изсладва югоизточните му брегове.